# Imta
Imta nebo Nibija (22. století př. n. l.) byl druhý historicky doložený Gutejský vládce Sumeru. Vládl nejspíše v období mezi lety 2138 př. n. l. až 2135 př. n. l. Jeho předchůdce byl Erridupizir a nástupce Inkišuš. O jeho životě ani panování nejsou žádné záznamy. 
| Gutejský vládce Sumeru  | Gutejský vládce Sumeru             | Gutejský vládce Sumeru |
| ----------------------- | ---------------------------------- | ---------------------- |
| Předchůdce: Erridupizir | 2138 př. n. l.–2135 př. n. l. Imta | Nástupce: Inkišuš      |